# Заиление

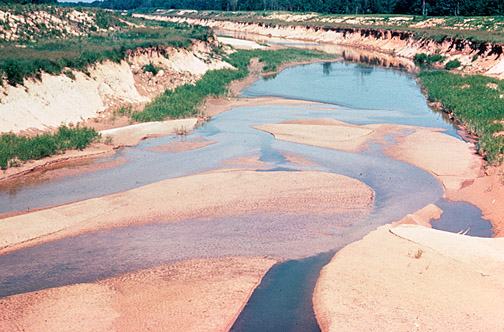
Заиление русла

Заиление (заиливание или седиментация) представляет собой загрязнение воды, вызванное твёрдыми частицами обломочного материала, в котором преобладают частицы ила или глины. Это относится как к повышенной концентрации взвешенных отложений, так и к усиленному накоплению (временному или постоянному) мелкодисперсных отложений на дне, где они нежелательны. Заиление чаще всего вызвано эрозией почвы или разливом наносов.
Иногда заиливание называют загрязнением донных отложений, но это нежелательный термин, поскольку он неоднозначен и также относится к химическому загрязнению отложений, накопленных на дне, или к загрязнителям, связанным с частицами донных отложений. Заиливание является предпочтительным термином для однозначного определения, хотя он не является полностью строгим, так как он также включает частицы других размеров, кроме ила.

## Причины

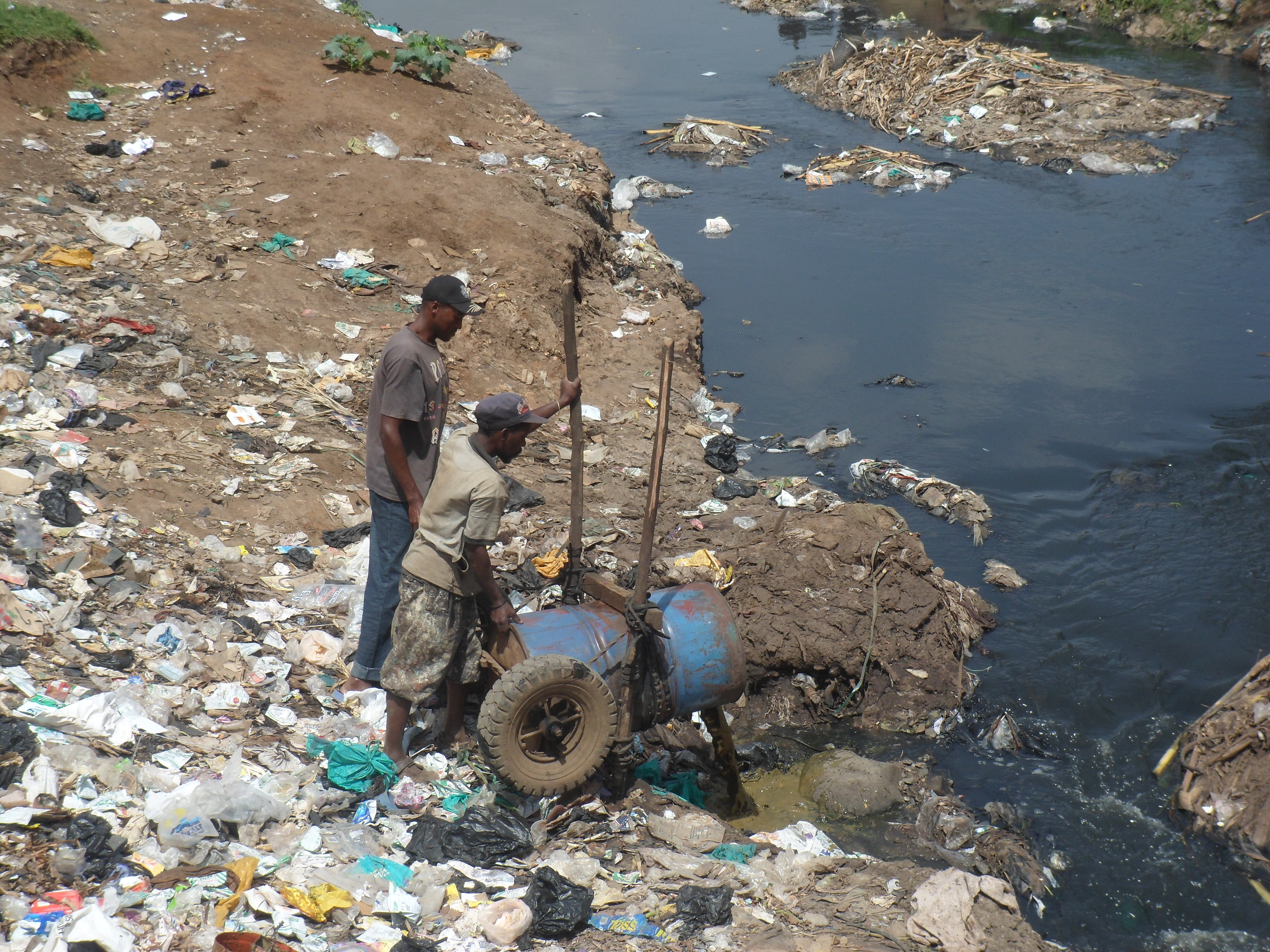
Заиление, вызванное фекальным илом, собранным из выгребных ям и сброшенным в реку в трущобах Корогочо в Найроби, Кения.

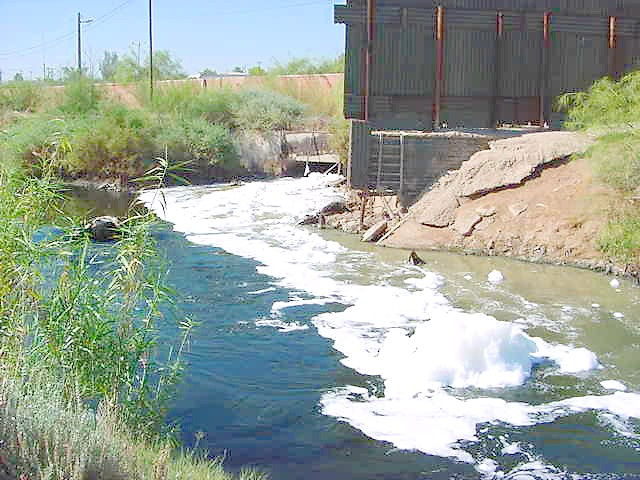
Заиление, вызванное неочищенным осадком сточных вод и промышленными отходами в реке Нью-Ривер, когда она течет от Мехикали до Калексико, Калифорния.

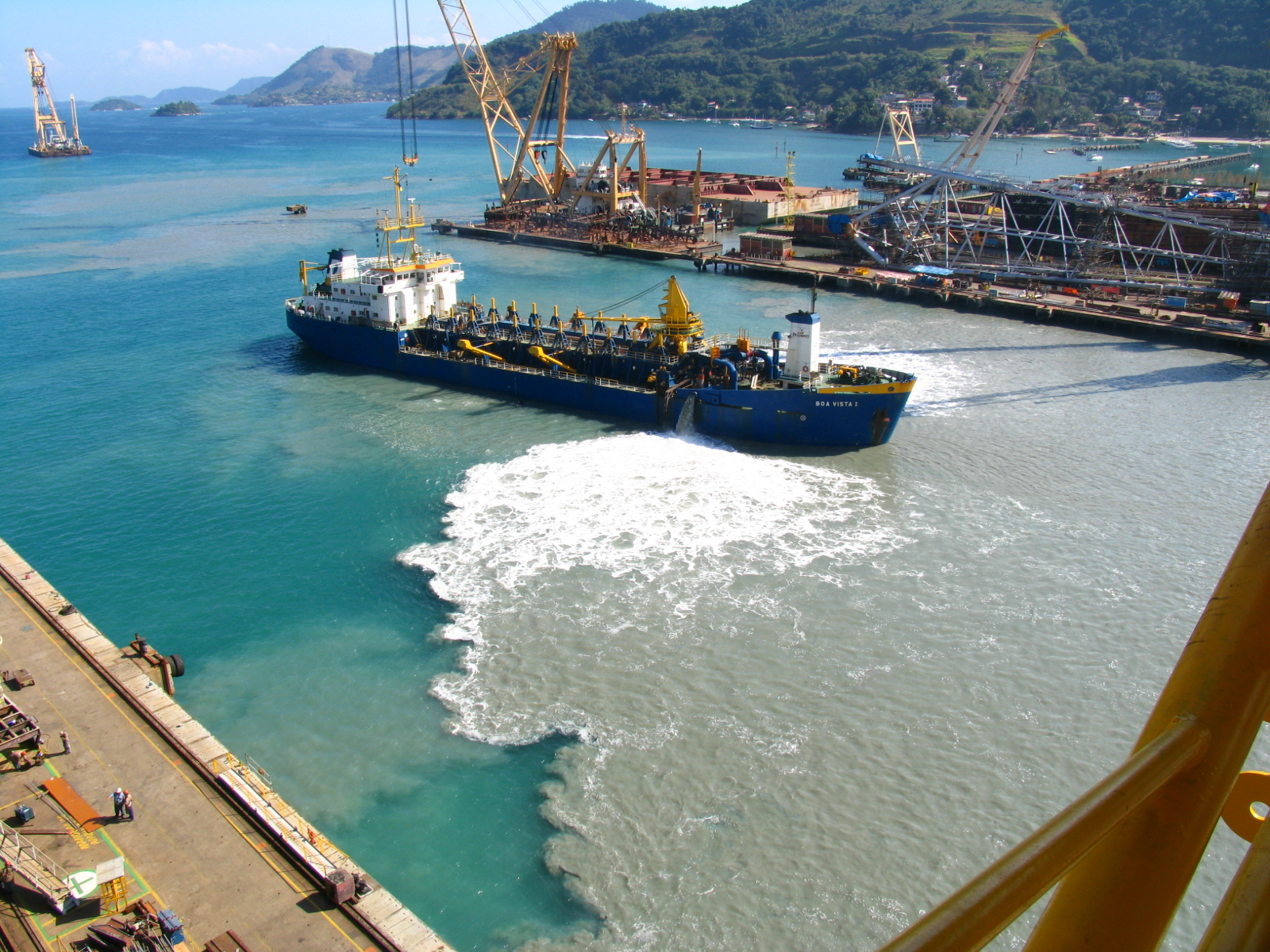
Заиление вызвано осадком сточных вод с верфи в Рио-де-Жанейро.

Источником повышенного переноса наносов в ту или иную область может быть эрозия на суше или деятельность в воде.
В сельской местности источником эрозии обычно является деградация почвы в результате интенсивных или неадекватных методов ведения сельского хозяйства, что приводит к эрозии почвы, особенно на мелкозернистых почвах, таких как лёсс. В результате будет увеличиваться количество ила и глины в водоёмах, куда стекает вода с этой территории. В городских районах источником эрозии обычно является строительная деятельность, которая включает в себя расчистку первоначальной растительности, покрывающей землю, и временное создание чего-то похожего на городскую пустыню, из которой во время ливней легко вымываются мелкие частицы.
В воде основным источником загрязнения является разлив наносов от дноуглубительных работ, транспортировка дноуглубительного материала на баржах и осаждение дноуглубительного материала в воде или вблизи нее. Такое осаждение может производиться для того, чтобы избавиться от нежелательного материала, например, в результате сброса в море материала, извлеченного из гаваней и судоходных каналов. Отложения могут также использоваться для укрепления береговой линии, для создания искусственных островов или для восстановления пляжей.
Изменение климата также влияет на скорость заиливания.
Другой важной причиной заиливания являются сточные воды и другие отстойники сточных вод, которые сбрасываются в водоемы из домашних хозяйств или коммерческих предприятий без септиков или очистных сооружений.

## Факторы уязвимости

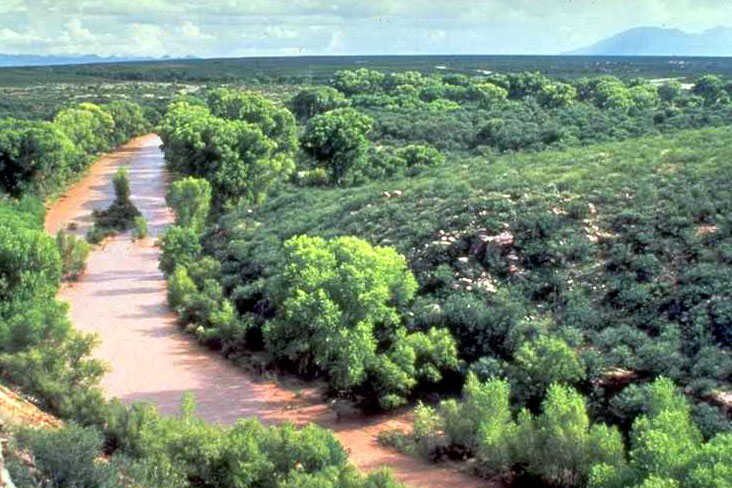
Заиленная река, загрязненная донными отложениями.

В то время как отложения во время переноса находятся во взвешенном состоянии, они действуют как загрязнитель для тех, кому требуется чистая вода, например, для охлаждения или в промышленных процессах, и он включает в себя водные организмы, которые чувствительны к взвешенным веществам в воде. Хотя было обнаружено, что нектон избегает разливных шлейфов в воде (например, проект экологического мониторинга во время строительства моста Эресунн), фильтрующие донные организмы не имеют выхода. Среди наиболее чувствительных организмов — коралловые полипы. Вообще говоря, сообщества с твердым дном и отмели мидий (включая устриц) более чувствительны к заилению, чем песочное и илистое дно. В отличие от моря, в русле рек наносный шлейф будет покрывать весь канал, за исключением, возможно, заводей, и поэтому рыба также будет непосредственно затронута в большинстве случаев.
Заиление может также повлиять на навигационные или ирригационные каналы. Это относится к нежелательному накоплению осадков в каналах, предназначенных для судов или для распределения воды.

## Измерение и мониторинг
Можно провести различие между измерениями в источнике, во время переноса и в пределах пораженной зоны. Исходные измерения эрозии могут быть очень трудными, поскольку потери материала могут составлять доли миллиметра в год. Поэтому используемый подход обычно заключается в измерении осадка при переносе в потоке путем измерения концентрации осадка и умножения ее на величину расхода; например, 50 мг/л, умноженное на 30 м3/с, дает 1,5 кг/с.
Кроме того, поток наносов лучше измеряется при переносе, чем у источника. Перенос осадка в открытой воде оценивается путем измерения мутности, корреляции мутности с концентрацией осадка (с использованием регрессии, разработанной на основе образцов воды, которые фильтруются, сушатся и взвешиваются), умножения концентрации со сбросом, как указано выше, и интегрирования по всему шлейфу. Чтобы отличить вклад потока, фоновая мутность вычитается из мутности шлейфа потока. Поскольку шлейф потока в открытой воде изменяется в пространстве и времени, требуется интегрирования по всему шлейфу и множественного повторения, чтобы получить приемлемо низкую неопределенность в результатах. Измерения производятся вблизи источника, в пределах нескольких сотен метров.
Все, что находится за пределами буферной зоны рабочей зоны для потока наносов, считается зоной потенциального воздействия. В открытом море воздействие, вызывающее озабоченность, касается почти исключительно сообществ неподвижного дна, поскольку эмпирические данные показывают, что рыба эффективно избегает зоны воздействия. Заиление влияет на донное сообщество двумя основными способами. Взвешенный осадок может мешать сбору пищи фильтрующими организмами, а скопление осадка на дне может похоронить организмы до такой степени, что они голодают или даже умирают. Только в том случае, если концентрация является экстремальной, она снижает уровень освещенности в достаточной степени для воздействия на первичную продуктивность. Накопление всего лишь 1 мм может убить коралловые полипы.
В то время как воздействие заиления на биоту (как только вред уже нанесен) может быть изучено путем повторного осмотра выбранных пробных участков, величина процесса заиления в зоне воздействия может быть измерена непосредственно путем мониторинга в режиме реального времени. Измеряемыми параметрами являются накопление осадка, мутность на уровне фильтрующей биоты и, возможно, падающий свет.
Заиление той величины, которая влияет на судоходство, также может быть отслежено с помощью повторных батиметрических исследований.

## Уменьшение
В сельской местности первой линией защиты является сохранение растительного покрова и предотвращение эрозии почвы. Второй линией защиты является задержка  материала до того, как он достигнет сети водотоков (известный как контроль наносов). В городских районах защитные сооружения должны держать землю открытой в течение как можно более короткого времени во время строительства и использовать иловые экраны, чтобы предотвратить попадание осадка в водные объекты.
Во время дноуглубительных работ разлив может быть сведен к минимуму, но не устранен полностью тем, как спроектирован и эксплуатируется земснаряд. Если материал осаждается на суше, можно построить эффективные отстойники. Если его сбросить в относительно глубокую воду, то во время сброса произойдет значительный разлив, но не после него, и возникающий разлив будет иметь минимальное воздействие, если поблизости есть только мелкодисперсные донные отложения.
Одним из наиболее сложных конфликтов интересов, которые необходимо разрешить в отношении уменьшения заиливания, является, возможно, восстановления пляжа. Когда отложения размещаются на пляжах или рядом с ними, чтобы восполнить эрозию пляжа, любые мелкие частицы материала будут вымываться до тех пор, пока песок подвергается переработке. Поскольку все восстановленные пляжи разрушаются или не нуждаются в восстановлении, они будут способствовать прибрежному заиливанию почти столько же времени, сколько требуется, чтобы выветрить то, что было добавлено, хотя и с несколько уменьшающейся интенсивностью с течением времени. Поскольку утечка наносит ущерб коралловым рифам, такая практика приводит к прямому конфликту между общественными интересами сохранения пляжей и сохранением любых прибрежных коралловых рифов. Чтобы минимизировать конфликт, восстановление пляжа не должно производиться песком, содержащим какие-либо фракции ила или глины. На практике песок часто забирают из морских районов, и, поскольку доля мелких частиц в донных отложениях обычно увеличивается в направлении от берега, осажденный песок неизбежно будет содержать значительный процент мелких частиц, способствующих заилению.
Желательно минимизировать заиление ирригационных каналов гидрологическим проектированием, при этом цель состоит в том, чтобы не создавать зон с пониженной пропускной способностью наносов, так как это способствует осаждению. После образования отложений в ирригационных или судоходных каналах дноуглубительные работы часто являются единственным выходом.